# Pszonak drobnokwiatowy

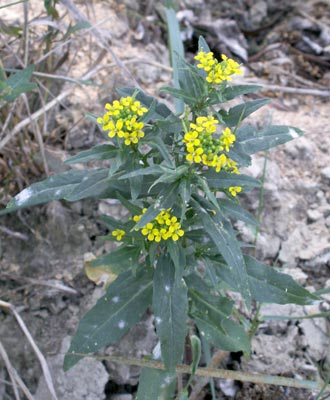
Pokrój

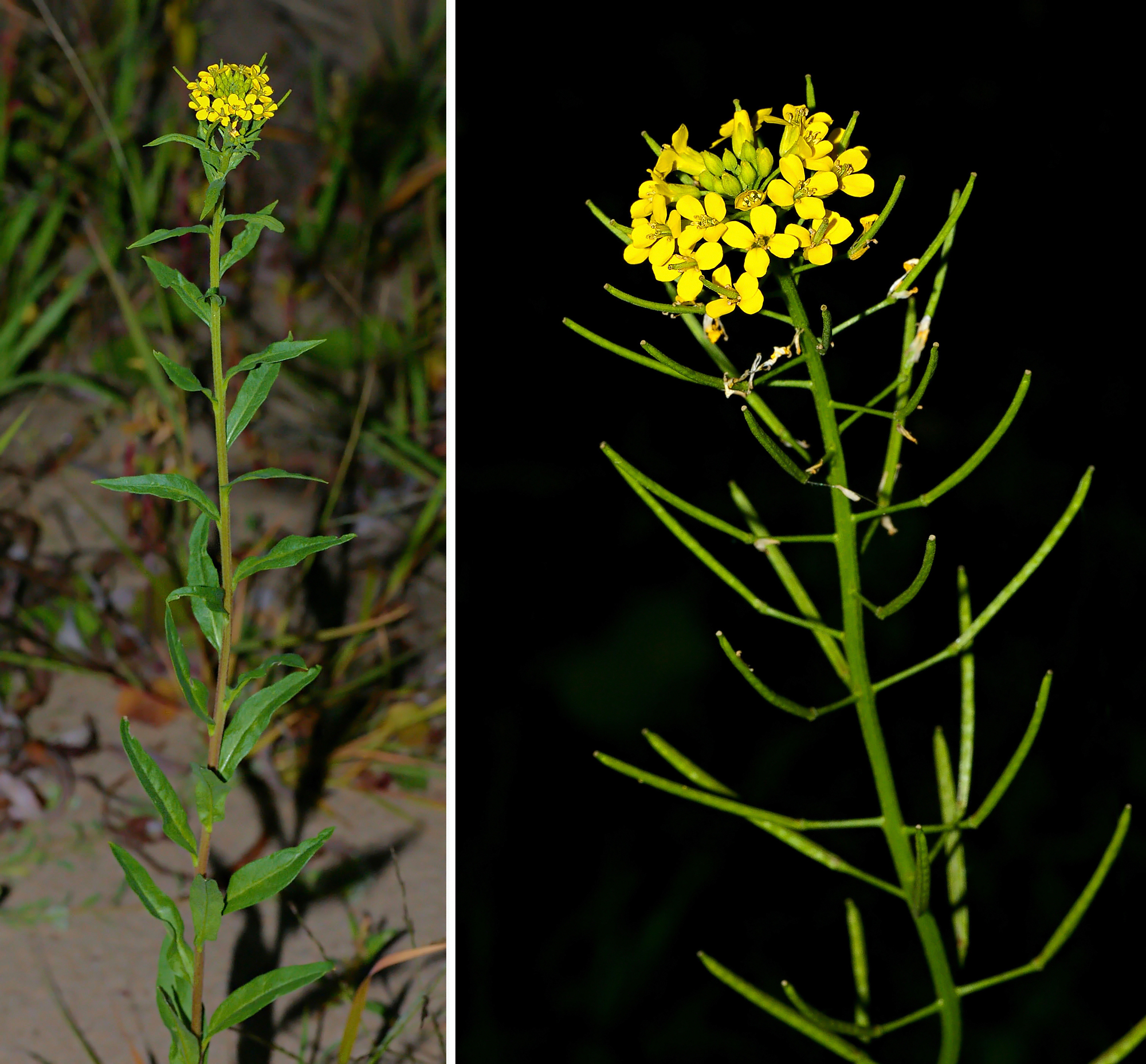
Pokrój

Pszonak drobnokwiatowy (Erysimum cheiranthoides L.) – gatunek rośliny należący do rodziny kapustowatych. 

## Zasięg geograficzny
Rodzimy obszar jego występowania obejmował Europę (oprócz basenu Morza Śródziemnego) oraz dużą część Azji. Jako gatunek zawleczony rozprzestrzenił się w niektórych rejonach Ameryki Północnej i nadal się rozprzestrzenia. Obecnie jest już pospolity w całej Ameryce Północnej, Europie i Azji, występuje także w Ameryce Środkowej, na Ziemi Ognistej w Ameryce Południowej, Nowej Zelandii i Sudanie w Afryce. W Polsce jest pospolity na niżu i pogórzu, w górach dochodzi do wysokości upraw.
We florze Polski był uważany za gatunek rodzimy, apofit. Obecnie jednak nie wyklucza się, że może być archeofitem.

## Morfologia
ŁodygaWzniesiona, nie rozgałęziająca się, o wysokości do 60 cm. Posiada podłużne listewki, jest fioletowo nabiegła u podstawy i szorstka, owłosiona dwoma rodzajami włosków: dwuramiennymi i gwiazdkowatymi.
LiścieLancetowate, całobrzegie lub nieregularnie ząbkowane. Górne bezogonkowe i węższe od dolnych, dolne ogonkowe. Wszystkie szorstkie, porośnięte dwoma rodzajami włosków (podobnie jak łodyga). Liście mają wyraźny nerw środkowy, pozostałe nerwy są praktycznie niewidoczne.
KwiatyŻółte, zebrane w baldachogrono. Kwiaty drobne, wyrastające na szypułkach o długości około dwukrotnie większej od kielicha. Kielich 4-działkowy. Korona z 4 długimi, klinowatymi płatkami o długości do 3 mm.
OwoceWyrastające na krótkich i grubych szypułkach długie, równowąskie i nieco spłaszczone łuszczyny o długości do 2,5 cm z dzióbkiem o długości do 1 mm. Łuszczyna jest naga, lub bardzo delikatnie owłosiona. Nasiona rdzawobrunatne o zróżnicowanym kształcie, czasami z błoniastym skrzydełkiem. Zawierają około 40% tłuszczów.

## Biologia i ekologia
RozwójRoślina jednoroczna lub dwuletnia. Kwitnie od maja do września. Jest samopylna, lub zapylana przez błonkówki. Słupki i pręciki dojrzewają równocześnie.
SiedliskoSiedliska ruderalne i segetalne: pola, wysypiska, nieużytki, drogi, nasypy kolejowe, rumowiska, przydroża. Gleby nieco wilgotne, luźne, ubogie w wapń. Na polach uprawnych jest chwastem, głównie roślin okopowych i zbóż. W klasyfikacji zbiorowisk roślinnych gatunek charakterystyczny dla Ass. Erysimo-Melilotetum.
Roślina trującaZjedzona w większych ilościach może u domowych zwierząt (głównie koni i krów) wywołać zaburzenia w pracy układu pokarmowego.
GenetykaLiczba chromosomów 2n = 16.
Korelacje międzygatunkowePasożytuje na nim grzyb Erysiphe cruciferarum wywołujący mączniaka prawdziwego.

## Zastosowanie
Roślina lecznicza: ziele Herba Erysimi i nasiona Semen Erysimi zawierają nasercowe glikozydy: eryzyminę i eryzymozyd, witaminę C oraz sole mineralne. Stosowane były jako środek nasercowy i moczopędny. Obecnie w Polsce wyszły z użycia, w tym celu w farmakologii zazwyczaj wykorzystywany jest pszonak Perowskiego.

## Zwalczanie
Zwalczanie pszonaka drobnokwiatowego w uprawach polega głównie na stosowaniu prawidłowego płodozmianu, właściwych zabiegach agrotechnicznych, wysiewaniu materiału siewnego oczyszczonego z nasion chwastów oraz bronowaniu pożniwnych podorywek. Chemicznie zwalcza się go rzadko –
dopiero wtedy, gdy rozwija się licznie mimo zastosowanych metod profilaktyki i uprawy gleby. Zazwyczaj stosuje się w tym celu herbicydy zawierające glifosat. Opryskiwań dokonuje się przed założeniem plantacji lub w uprawkach pożniwnych.